# Aarne Kauhanen
Aarne Emil (Ari) Kauhanen (Helsinki, 29 de noviembre de 1909–Venezuela, 11 de octubre de 1949) fue un policía finlandés quien fue acusado de ser colaborador de los nazis.
En 1944 Kauhanen huyó a Suecia y luego a Venezuela, donde trabajó con Arvid Ojastin (:fi:). En 1949 murió en Venezuela en circunstancias sospechosas.